# 国际妇女勇气奖
国际妇女勇气奖( International Women of Courage awards)是美國政府國務卿創立並頒贈的獎項，自2007年起，向崭露头角的女性领袖致意，并表彰获奖女性为伸张社会正义和争取妇女权益而表现出的勇气和领导才能。中國籍獲獎者，至少包括2016年獲獎的維權人士倪玉蘭、2021年獲獎的維權律師王宇。
从2008年开始，非政府组织美国妇女争取国际了解协会(American Women for International Understanding)每年在华盛顿的全国记者俱乐部(Press Club)为妇女勇气奖获奖者举行宴会，并向每人赠款1000美元。